# Ahmed Asmat Abdel-Meguid
Ahmed Asmat Abdel-Meguid (in arabo أحمد عصمت عبد المجيد‎?; Alessandria d'Egitto, 22 marzo 1923 – Il Cairo, 21 dicembre 2013) è stato un diplomatico egiziano.
Servì come ministro degli esteri egiziano tra il 1984 e il 1991; tra il 1991 e il 2001 fu Segretario Generale della Lega Araba.
Abdel Meguid ottenne un dottorato in legge internazionale dall'Università di Parigi. Lavorò in molti dipartimenti, tra cui anche nelle sezioni francesi e britanniche del ministero degli esteri egiziano prima di diventare alto rappresentante alle Nazioni Unite nel 1972. Mantenne tale incarico fino al 1983 e in seguito divenne ministro degli esteri.